# 文托泰内
文托泰内（義大利語：Ventotene），是意大利拉蒂纳省的一个市镇。总面积1.54平方公里，人口751人，人口密度487.7人/平方公里（2009年）。ISTAT代码为059033。